# Uvariodendron oligocarpum
Uvariodendron oligocarpum är en kirimojaväxtart som beskrevs av Bernard Verdcourt. Uvariodendron oligocarpum ingår i släktet Uvariodendron och familjen kirimojaväxter. IUCN kategoriserar arten globalt som starkt hotad. Inga underarter finns listade i Catalogue of Life.